# Enemynside
Gli Enemynside sono una band thrash metal italiana originaria di Roma.

## Storia del gruppo
La band si forma nel 1994 per volontà del chitarrista cantante Francesco Cremisini con il nome di Scapegoat e, dopo aver realizzato il demo-tape Scars ("Top Demo" del mese sui principali metal magazines italiani), la band nel 1999 decide di cambiare nome in Enemynside.
Con il nuovo nome viene pubblicato il primo demo-cd ufficiale intitolato From The Cradle To The Way, anch'esso accolto su tutte le riviste specializzate del settore come "Top Demo" del mese. Grazie a questo demo la band guadagna un contratto con la Modern Music (sottoetichetta della Noise Records) per il progetto discografico denominato Sonickattack.
Nel 2001 esce il promo-cd Violent Beats, destinato agli addetti ai lavori, che permette alla band di firmare per la neonata Temple Of Noise Records di Christian Ice: con questa etichetta pubblica nel 2003 il primo album ufficiale dal titolo Let The Madness Begin... distribuito da Frontiers Records sia in Italia che all'estero. Nell'estate 2005 il pezzo Hatestone, presente nel debut album viene incluso nel CD-compilation allegato al numero di luglio di Rock Hard tedesco.
Sempre nel 2005 la band produce, insieme alla Actually Negative, il primo videoclip ufficiale per la canzone Your Enemy Inside, che viene presentato all'interno del programma Database su Rock TV, al quale vengono invitati a partecipare nel dicembre 2005.
Nel 2006 viene registrato il secondo album ufficiale intitolato In The Middle Of Nowhere, pubblicato in Europa nei primi mesi del 2008 dall'etichetta Sleaszy Rider Records.
Nel 2008 la band rescinde il contratto con la Sleaszy Rider e pubblica nuovamente l'album tramite New Model Label. "In The Middle Of Nowhere" è così disponibile attraverso i principali distributori digitali come I-Tunes, Amazon, Cd-baby ed è presente anche sulla piattaforma streaming digitale Spotify (per ora funzionante solo in Scandinavia, UK, Francia e Spagna)
Durante questi 10 anni di attività gli Enemynside hanno avuto l'opportunità di suonare sia in Italia che all'estero insieme a gruppi della scena metal europea quali Dismember, Konkhra, Tankard, Behemoth, Ancient, Extrema, Paul Di Anno, ed altri. Per promuovere "In The Middle Of Nowhere" la band ha avuto modo di suonare spesso in Scandinavia e fra i vari concerti spicca la partecipazione all'edizione 2008 del Tivolirock a Kristianstad (Svezia) insieme a bands come Evergrey, Sabaton, All Ends e il tour di supporto a Blaze Bayley (ex-Wolfsbane/Iron Maiden) nella primavera del 2009 in Finlandia e Svezia. A gennaio 2012 la band vola in U.S.A. per partecipare all'edizione invernale del NAMM a Los Angeles e per suonare a San Marcos (San Diego) in un mini festival di gruppi locali.
Il terzo album ufficiale della band registrato nel 2011 ai Temple Of Noise Studios di Christian Ice si intitola "Whatever Comes" ed è uscito in tutta Europa il 10 settembre 2012 per l'etichetta danese Mighty Music/Target Distribution. Come special guest internazionale nella canzone dal titolo "Too Many Times" figura con un solo di chitarra il chitarrista statunitense Richie Kotzen.
Per "Withering", canzone di apertura del disco, è stato girato un videoclip che è possibile vedere sul canale YouTube della band. La location è un ex ospedale psichiatrico alla periferia di Roma.
Nel marzo del 2013 Francesco Cremisini dopo 15 anni decide di lasciare gli Enemynside seguito dal chitarrista Francesco De Honestis. La band si prenderà un periodo di riflessione per valutare se continuare con una line-up rinnovata o chiudere definitivamente il progetto.
Nel 2017 la band torna con una line-up rinnovata e un singolo intitolato "For All The Jerks“. Nei mesi successivi alla pubblicazione del video la band suona in alcuni eventi sia in Italia che all’estero in compagnia, fra gli altri, di nomi internazionali del calibro di Behemoth e Destruction. Il 23 Gennaio 2018 insieme al nuovo video per il pezzo "Devil In Disguise" esce l’EP dal titolo "Dead Nation Army“ disponibile su tutte le principali piattaforme di musica digitale.
Tra il 2018 e il 2019 l’attività promozionale dal vivo porta la band a suonare, oltre che in Italia, anche in Spagna, Francia, Germania e Belgio in compagnia di bands come Flotsam And Jetsam, Extrema, Angelus Apatrida, Necrodeath e Cripple Bastards.
A Febbraio 2019 gli Enemynside entrano ai 16th Cellar Studio per registrare il nuovo album dal titolo „Chaos Machine“ che esce il 26 Ottobre per Rockshots Records anticipato dal singolo „Frozen Prison Cell“ per cui è stato girato anche il videoclip promozionale.

## Formazione

### Formazione attuale
- Francesco "Frallinsane" Cremisini –  voce/chitarra
- Matteo "Thrasher" Bellezza – chitarra
- Andrea Pistone - basso
- Fabio Migliori – batteria

### Ex componenti
- Francesco "H-Nestis" De Honestis – chitarra
- Tommy "OZ" Aurizzi – chitarra
- Davide "Dave" Scala – chitarra
- Nicola "Nyk" Corrente – batteria
- Francesco "Suez" Grieco – basso
- Alberto Sempreboni – basso
- Luca Marini – batteria
- Roberto "Pileggi" Pirami – batteria
- Luca Giovagnoli – basso

## Discografia

### Album in studio
- 2003 – Let The Madness Begin...
- 2008 – In The Middle Of Nowhere
- 2012 – Whatever Comes
- 2019 - Chaos Machine

### Demo
- 1998 – Scars (come "Scapegoat")
- 1999 – From the Cradle to the Way
- 2001 – Violent Beats

### EP
- 2018 – Dead Nation Army